# City of London Corporation
Die City of London Corporation, früher Corporation of London, ist die Gebietskörperschaft der City of London in London.
Formal gibt es die Kommune seit dem Jahr 1191. Ihre erste belegte und umfassende Freistellung ist älter und stammt von Henry I. Schon als Wilhelm der Eroberer allen steuerbaren Besitz im Domesday Book erfassen ließ, blieb die City of London ausgenommen. Die Corporation wird geleitet vom Lord Mayor of London, dem Court of Aldermen (Versammlung der Ratsherren) und dem Court of Common Council (Rat der Einwohner). Sie hat keine Kontrolle über Middle Temple und Inner Temple, zwei rechtlich eigenständige Enklaven in der City.

## Wählerschaft
Das aktive Wahlrecht in der Corporation haben nicht nur Einwohner der City of London, sondern auch beruflich ansässige Bürger der Europäischen Union und des Commonwealth of Nations, wenn sie persönlich haftende Unternehmer oder Delegierte einer dort ansässigen Körperschaft sind. Körperschaften mit bis zu 50 Mitarbeitern können pro 5 Mitarbeitern einen Wähler bestimmen, größere Körperschaften pro zusätzlichen 50 Mitarbeitern einen weiteren Wähler.
Die City of London ist in 25 Wahlkreise (wards) unterteilt. Jeder Wahlkreis wählt einen Ratsherrn (Alderman) sowie eine Anzahl von Vertretern für den Court of Common Council, basierend auf der Größe der Wählerschaft. Es gibt insgesamt einhundert Councilmen.

## Livery Companies
Es gibt zurzeit 110 Livery Companies in London. Diese waren früher Händlervereinigungen, doch in der heutigen Zeit ist deren Rolle meist zeremoniell, da viele der vertretenen Berufe gar nicht mehr existieren. Die Mitglieder der Livery Companies, die sogenannten Liverymen, bilden ein besonderes Wahlgremium, die Common Hall. Diese wählt den Lord Mayor of London und weitere Beamte.

## Court of Aldermen (Versammlung der Ratsherren)
Die Wahlkreise wählten ihre Ratsherren (Aldermen) früher auf Lebzeiten, doch die Amtszeit ist heute auf sechs Jahre beschränkt. Der Alderman kann sich, sofern er dies wünscht, bereits vor Ende der Amtsperiode einer Wiederwahl stellen. Alle Aldermen müssen Bürger (Freeman) der City sein. Sie dienen gleichzeitig als Friedensrichter. Ein Alderman darf auch in den Court of Common Council gewählt werden.

## Court of Common Council (Rat der Einwohner)
Jeder Wahlkreis wählt eine Anzahl von Common Councilmen, basierend auf der Bevölkerungszahl. Ein Common Councilman muss in seinem Wahlkreis als Wähler registriert sein, ein Grundstück in der City besitzen oder vermieten, seit einem Jahr in der City wohnhaft und Bürger (Freeman) der City sein. Wahlen finden jedes Jahr statt.

## Lord Mayor und die Sheriffs
Der Lord Mayor of London und die zwei Sheriffs (Assistenten des Lord Mayors) werden durch die Vertreter der Livery Companies gewählt. Die Wahl der Sheriffs erfolgt am Tag der Sommersonnenwende, jene des Lord Mayor am 29. September (oder, falls dieser auf ein Wochenende fällt, an dem darauf folgenden Werktag). Sowohl der Lord Mayor als auch die Sheriffs werden für ein Jahr gewählt.

## Kritik
Aus der Occupy-Bewegung kamen im Jahr 2011 Forderungen nach einer Demokratisierung der mittelalterlichen City of London auf. Dem Journalisten George Monbiot zufolge ist die City of London der einzige Teil Britanniens, über den das Parlament keine Autorität habe. Sie existiere angeblich außerhalb der üblichen Gesetze und fungiere als eine Art Steueroase. Rechtlich ist das freilich unzutreffend; Gesetze des britischen Parlaments gelten auch in der City.